# 茅野警察署
茅野警察署（ちのけいさつしょ）は、長野県警察が管轄する警察署の一つである。

## 所在地
- 〒391-0003 長野県茅野市本町西9-39

## 管轄区域
- 長野県
  - 茅野市
  - 諏訪郡
    - 富士見町
    - 原村

## 沿革
- 2002年（平成14年）4月1日 - 開署。長野県警察が設置する警察署では、新警察法施行後、初の分割新設となった。
  - 3月31日までの諏訪警察署管轄区域の内、茅野市、諏訪郡富士見町、原村が新たに管轄区域となる[1]。

## 交番

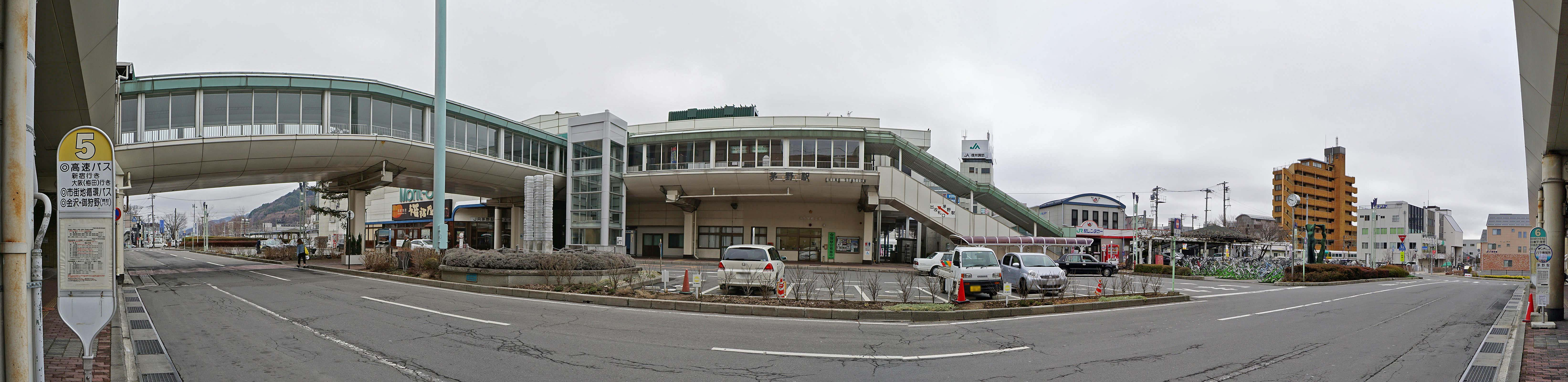
茅野駅前交番

- 茅野駅前交番（茅野市ちの）
- 尖石縄文交番（茅野市豊平）
- 富士見町交番

## 駐在所
- 北山駐在所（茅野市北山）
- 原村駐在所